# Marionina subterranea
Marionina subterranea is een ringworm uit de familie van de Enchytraeidae. De wetenschappelijke naam van de soort is voor het eerst geldig gepubliceerd in 1935 door Knöllner.